# Арпад Такачи
Арпад Такачи (Нови Сад, 10. новембар 1951—20. новембар 2019) био је математичар и редовни професор Универзитета у Новом Саду.